# New York Cosmos 1979
Questa voce raccoglie le informazioni riguardanti i New York Cosmos nelle competizioni ufficiali della stagione 1979.

## Organigramma societario
Area direttiva
- Presidente:

Area tecnica
- Allenatore: Ray Klivecka
- Allenatore portieri: Miguel De Lima[1]

## Rosa
| N. |                           | Ruolo | Calciatore           |
| -- | ------------------------- | ----- | -------------------- |
| 0  | Canada (bandiera)         | P     | Jack Brand           |
| 1  | Turchia (bandiera)        | P     | Erol Yaşin           |
| 2  | Iran (bandiera)           | D     | Andranik Eskandarian |
| 3  | Brasile (bandiera)        | D     | Francisco Marinho    |
| 4  | Stati Uniti (bandiera)    | D     | Werner Roth          |
| 5  | Brasile (bandiera)        | D     | Carlos Alberto       |
| 6  | Germania Ovest (bandiera) | D     | Franz Beckenbauer    |
| 7  | Inghilterra (bandiera)    | A     | Dennis Tueart        |
| 8  | Jugoslavia (bandiera)     | C     | Vladislav Bogićević  |
| 9  | Italia (bandiera)         | A     | Giorgio Chinaglia    |
| 11 | Portogallo (bandiera)     | A     | Seninho              |
| 12 | Stati Uniti (bandiera)    | D     | Greg Ryan            |
| 12 | Stati Uniti (bandiera)    | D     | Bobby Smith          |
| 13 | Paesi Bassi (bandiera)    | C     | Johan Neeskens       |
| 14 | Inghilterra (bandiera)    | C     | Terry Garbett        |
| 15 | Paesi Bassi (bandiera)    | D     | Wim Rijsbergen       |
| 16 | Argentina (bandiera)      | C     | Toni Carbognani      |

| N. |                              | Ruolo | Calciatore         |
| -- | ---------------------------- | ----- | ------------------ |
| 17 | Stati Uniti (bandiera)       | C     | Rick Davis         |
| 18 | Stati Uniti (bandiera)       | C     | Boris Bandov       |
| 19 | Germania Ovest (bandiera)    | P     | Hubert Birkenmeier |
| 20 | Stati Uniti (bandiera)       | P     | David Brcic        |
| 21 | Stati Uniti (bandiera)       | A     | Gary Etherington   |
| 22 | Stati Uniti (bandiera)       | D     | Kevin Eagan        |
| 23 | Italia (bandiera)            | D     | Giuseppe Wilson    |
| 24 | Canada (bandiera)            | D     | Gary Ayre          |
| 25 | Stati Uniti (bandiera)       | D     | Santiago Formoso   |
| 26 | Stati Uniti (bandiera)       | A     | Ron Atanasio       |
| 27 | Stati Uniti (bandiera)       | A     | Joe Filian         |
| 28 | Ghana (bandiera)             | A     | Karim Abdul Razak  |
| 29 | Stati Uniti (bandiera)       | A     | Mark Liveric       |
| 30 | Inghilterra (bandiera)       | A     | Godfrey Ingram     |
| 31 | Brasile (bandiera)           | C     | Nelsi Morais       |
| -  | Trinidad e Tobago (bandiera) | P     | Earl Carter        |
| -  | Stati Uniti (bandiera)       | D     | Jeff Durgan        |

## Statistiche

### Statistiche di squadra
| Competizione | Punti | Totale | Totale | Totale | Totale | Totale | ‰ |
| Competizione | Punti | G      | V      | P      | Gf     | Gs     | ‰ |
| ------------ | ----- | ------ | ------ | ------ | ------ | ------ | - |
| NASL         | -     | 38     | 29     | 9      | 98     | 61     | - |